# Sphenomorphus jagori
Sphenomorphus jagori este o specie de șopârle din genul Sphenomorphus, familia Scincidae, descrisă de Peters 1864. A fost clasificată de IUCN ca specie cu risc scăzut.

## Subspecii
Această specie cuprinde următoarele subspecii:
- S. j. jagori
- S. j. grandis